# Oradea
Oradea ([oˈrade̯a], Hongaars: Nagyvárad, Duits: Großwardein) is een stad in het westen van Roemenië, op 12 km van de grens met Hongarije, behorend tot de streek Crişana (en in ruime zin tot Transsylvanië). De stad kent een gemengde bevolking (Roemenen, Hongaren); ze telde in 2011 183.123 inwoners waaronder 46.433 Hongaren (census 2011). De stad ligt aan een rivier, de Snelle Criș (Roemeens: Crişul Repede) en is de hoofdstad van het district (judeţ) Bihor. Het is een economisch, sociaal en cultureel centrum met industrie (machinebouw, chemie), een universiteit en toerisme (op korte afstand liggen de geneeskrachtige bronnen van Băile Felix). 

## Naam
Oradea is de Roemeense naam van de stad. Op sommige kaarten heet de stad Oradea Mare (Mare = groot). Dat is een gedeeltelijke vertaling van de Hongaarse naam van de stad, die Nagyvárad luidt. Várad betekent 'kleine burcht', nagy 'groot'. Várad werd Nagyvárad ter onderscheiding van een andere, kleinere stad Várad. De naam ging zo 'Grote Kleine Burcht' betekenen. De Duitse naam Großwardein is eveneens een gedeeltelijke vertaling van de Hongaarse naam.

## Geschiedenis
De Hongaarse koning Ladislaus I bouwde in de elfde eeuw de burcht en stichtte het bisdom van Nagyvárad (Oradea). Hij en andere Hongaarse koningen werden er begraven. De Mongolen verwoestten de stad in 1241 en 1242. De eerste Turkse belegering kwam in 1474. Nadat de Turken het koninkrijk Hongarije grotendeels hadden veroverd in 1541 viel het restant in twee delen uiteen: een deel werd Oostenrijks, de rest werd een onafhankelijk vorstendom, Transsylvanië of Zevenburgen. Oradea werd in 1570 (Verdrag van Spiers) met de rest van het Partium aan Transsylvanië toegevoegd. Een nieuwe verwoesting volgde in 1660, toen de Turken de stad innamen en er een pasjalik stichtten. Tot 1692 bleef Oradea Turks.
In 1692 veroverden de Oostenrijkse Habsburgers de stad (en kort daarop ook Transsylvanië). Vanaf 1867, het jaar waarin de Dubbelmonarchie ontstond en Oostenrijk en Hongarije gelijke partners werden, was de stad Hongaars. Dat bleef zo tot 1919.
In 1919 namen Roemeense troepen de stad in. In 1920 wees het Verdrag van Trianon Oradea aan Roemenië toe nadat Hongarije de Eerste Wereldoorlog verloor. De stad verloor de helft van haar achterland (dat Hongaars bleef), wat de voornaamste reden was voor het inzettende verval. Tijdens de Tweede Wereldoorlog bezette Hongarije de stad (1940-1944). Na de oorlog zuchtte de stad onder het regime van Nicolae Ceaușescu.
Oradea is sinds de jaren '80 van de vorige eeuw vooral een Roemeenstalige stad geworden en verloor daarmee haar Hongaarse karakter. De Joodse bevolking overleefde de oorlogsjaren nauwelijks. Het aandeel Joden (voor de oorlog een kwart van de bevolking) is zeer klein. 

## Stadsbeeld

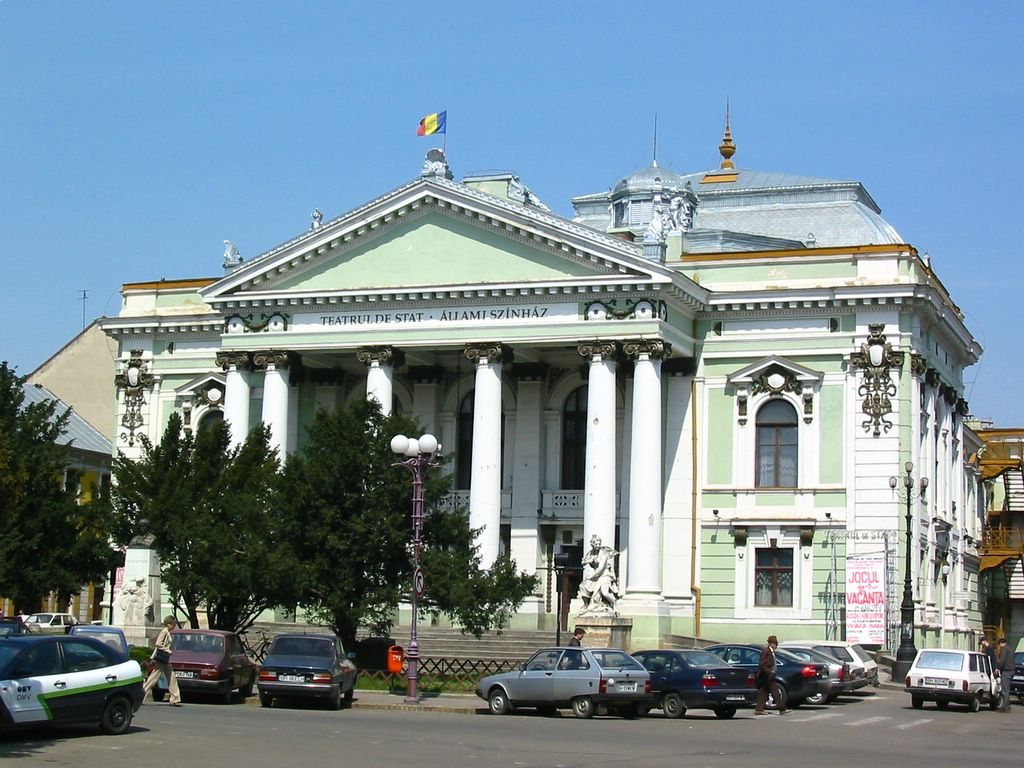
Het Staatstheater (1900)

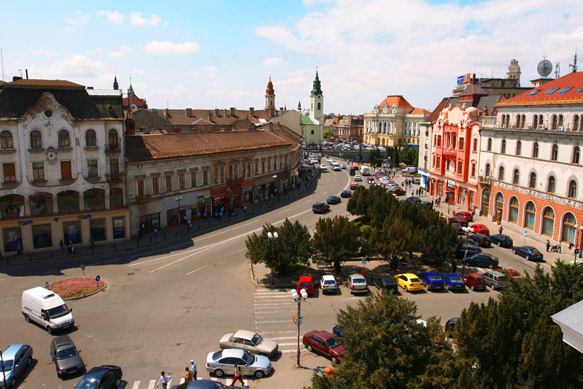
Ferdinandplein

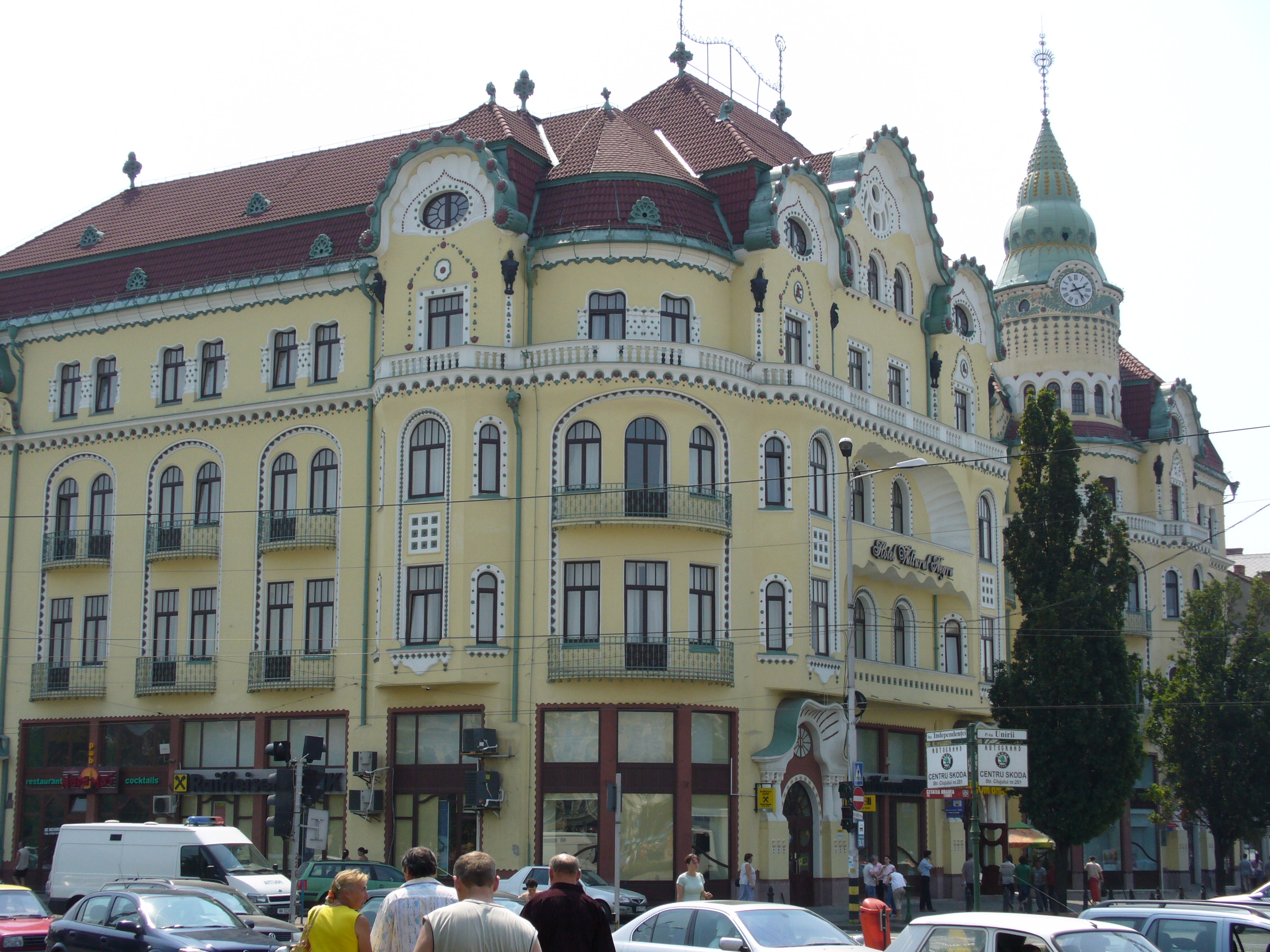
Pasajul Vulturul Negru (winkelpassage)

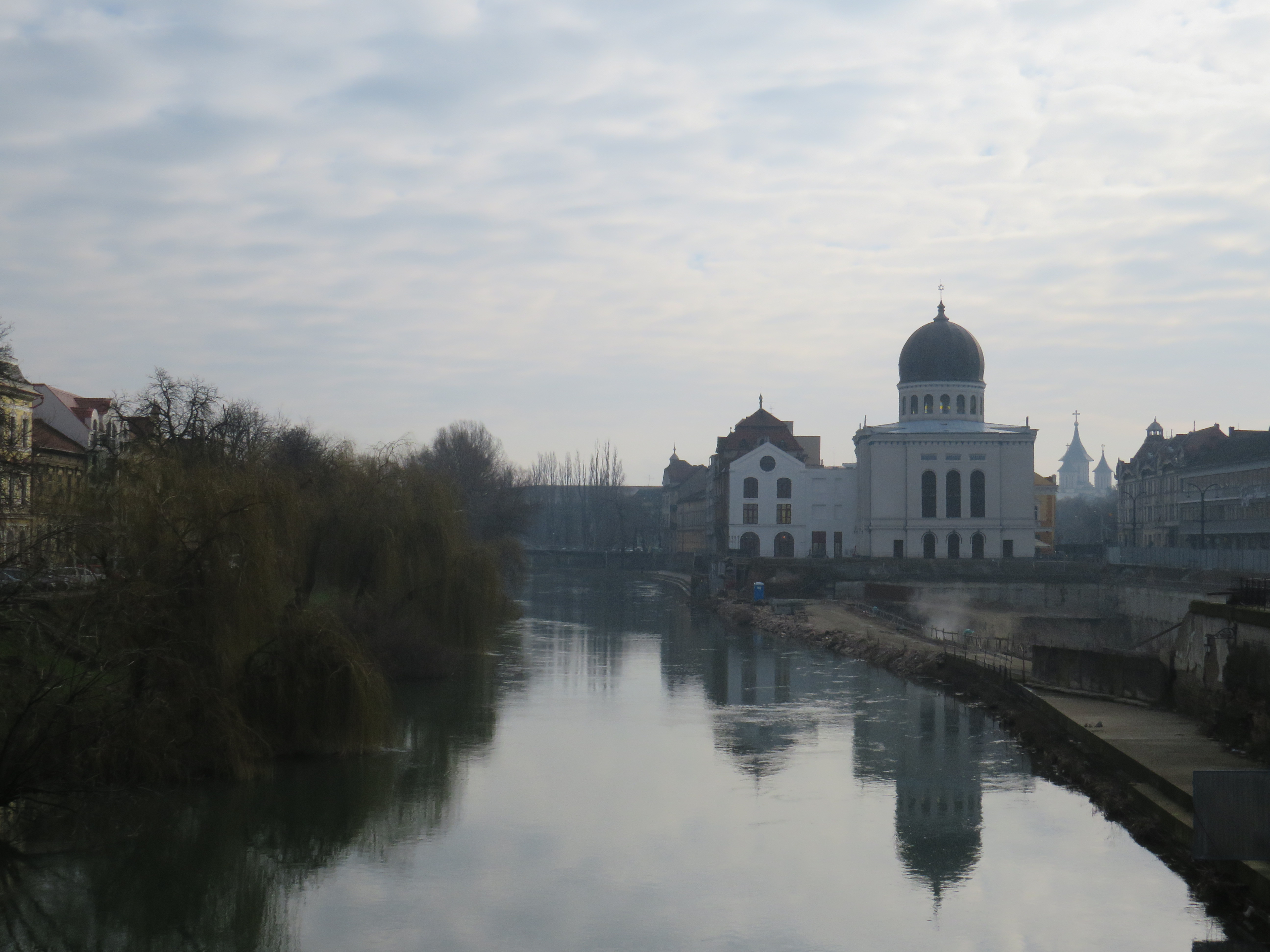
De rivier Crişul Repede door het centrum van Oradea

Oradea kent, ondanks het verval van de laatste decennia, verschillende bezienswaardigheden. Twee perioden domineren het stadsbeeld: de barok en het fin de siècle. De achttiende-eeuwse kathedraal, de grootste rooms-katholieke kerk in Roemenië en het bisschoppelijk paleis uit 1750-1779 ernaast zijn toonbeelden van de laat-barok. Het bisschoppelijk paleis is gebouwd door de architect Franz Hillebrandt en herbergt tegenwoordig het regionale museum met aandacht voor geschiedenis, kunst, etnografie en natuurkunde. Het gebouw is het belangrijkste laat-barokke gebouw in Roemenië. De belangrijkste barokmonumenten bevinden zich echter even buiten het centrum, zodat de gebouwen van de sezession Oradea meer karakteriseren dan die van de barok.
Twee pleinen aan de beide zijden van de rivier de Snelle Criş (Crişul Repede) domineren het stadscentrum: het Eenheidsplein (Piaţa Unirii) en het Ferdinandplein (Piaţa Ferdinand). Het Eenheidsplein - het jongste plein - droeg ooit de naam van de stichter van de stad en zijn standbeeld. Het beeld is vervangen door de Roemeense vojvoda Mihai de Dappere). Op het plein staat de achttiende-eeuwse Maankerk. Ze is zo genoemd omdat de gevel de kwartieren van de maan toont. Opvallender gebouwen aan dit plein zijn het neoklassieke stadhuis (1904) en het imposante Sezession-gebouw "de Zwarte Adelaar" (Vulturul Negrul), een hotel en winkelpassage uit 1908 (architecten: Marcell Komor en Dezső Jakab). Op de andere oever ligt het Ferdinandplein, waar zich beroemde koffiehuizen bevonden met een bloeiend cultureel leven. De Hongaarse dichter Endre Ady werkte er als journalist. Verder is er het Staatstheater, een eclectische bouw naar Boedapests voorbeeld (1900) en begint de winkelstraat (Calea Republicii) met diverse monumentale Sezessionspanden.
De synagoge van Oradea (1890, Moorse stijl) is nog in gebruik en staat aan de rivier.
De citadel is een van de best bewaarde van Europa. Het gebouw aan de rand van het centrum is gerenoveerd tussen 2011 en 2016 en huisvest een hotel en de Faculteit voor Visuele Kunsten. Openluchtconcerten en andere evenementen vinden er regelmatig plaats.

## Fin de siècle
Het fin de siècle was een bloeitijd voor Oradea en dat is nog te zien in de aanwezigheid van gebouwen in Sezessionstijl. Van circa 1850 tot de Eerste Wereldoorlog ontwikkelde de stad zich stormachtig. Oorspronkelijk had Oradea alleen een alcoholindustrie. Daar werden nu verschillende andere aan toegevoegd. In 1895 kreeg de stad waterleiding, in 1903 een elektriciteitsnet. Op Boedapest na gebruikte zeven jaar lang geen stad in Hongarije zoveel stroom. Qua bevolkingsdichtheid kwam de stad op de tweede plaats en vanaf 1906 kreeg de stad een tramnet dat zich uitbreidde in de provincie. In 1910 was Oradea qua inwonertal de zevende stad van Hongarije en waren er drie belangrijkere steden: (Boedapest, Bratislava en Zagreb).

## Etniciteit
Tot circa 1970 was Oradea vooral een Hongaarstalige stad. Sindsdien is het aantal Hongaren eerst nog gegroeid maar later dalend in aantal en is door de grote trek van Roemenen naar de stad het Roemeens tegenwoordig dominant. Met name in de jaren van Ceausescu werden veel fabrieken geopend en er grote groepen Roemeense arbeiders naar de stad verhuisd. Ongeveer een kwart van de bevolking is heden ten dage Hongaars. (Zie: Hongaarse minderheid in Roemenië)
| \| Jaar \| Totaal \| Roemenen \| Roemenen (%) \| Hongaren \| Hongaren (%) \| \| ---- \| ------------------------------- \| -------- \| ------------ \| -------- \| ------------ \| \| 1538 \| 20.000 (est) \| ? \| ? \| ? \| ? \| \| 1720 \| 216 (Turken, Grieken, Serviërs) \| ? \| ? \| ? \| ? \| \| 1787 \| 9790 \| ? \| ? \| ? \| ? \| \| 1870 \| 28.698 \| ? \| ? \| ? \| ? \| \| 1880 \| 34.231 \| 2142 \| 6.1% \| 29 929 \| 85.5% \| \| 1890 \| 42.042 \| 2553 \| 6.07% \| 37 644 \| 85.5% \| \| 1900 \| 54.109 \| 3335 \| 6.4% \| 44 750 \| 89.5% \| \| 1910 \| 64.169 \| 3604 \| 5.6% \| 58 421 \| 91.1% \| \| 1919 \| 73.025 \| 8639 \| 11.8% \| 45 408 \| 62.1% \| \| 1930 \| 82.687 \| 3307 \| 25% \| 55 400 \| 67% \| \| 1941 \| 98.621 \| 5104 \| 5% \| 90 715 \| 92% \| \| 1956 \| 99.663 \| 35 644 \| 36% \| 59 072 \| 59% \| \| 1966 \| 122.634 \| 56 436 \| 46% \| 62 955 \| 52% \| \| 1977 \| 170.531 \| 91 925 \| 53% \| 75 125 \| 45% \| \| 1992 \| 222.741 \| 144 244 \| 64% \| 74 225 \| 34% \| \| 2002 \| 206.614 \| 145 295 \| 70% \| 56 830 \| 28% \| \| 2011 \| 183.123 \| 133 224 \| 73% \| 46 518 \| 25% \| \| 2021 \| 183.105 \| 123 625 \| 78% \| 33 340 \| 21% \| | Verder woonden er in 2002: - - Roma: 2449 (1.2%) - Duitsers: 563 (0.3%) - Slowaken: 474 (0.2%) - Joden: 166 (0.1%) - Overige: 691 (0.3%) |          |              |          |              |
| Jaar | Totaal | Roemenen | Roemenen (%) | Hongaren | Hongaren (%) |
| 1538 | 20.000 (est) | ?        | ?            | ?        | ?            |
| 1720 | 216 (Turken, Grieken, Serviërs) | ?        | ?            | ?        | ?            |
| 1787 | 9790 | ?        | ?            | ?        | ?            |
| 1870 | 28.698 | ?        | ?            | ?        | ?            |
| 1880 | 34.231 | 2142     | 6.1%         | 29 929   | 85.5%        |
| 1890 | 42.042 | 2553     | 6.07%        | 37 644   | 85.5%        |
| 1900 | 54.109 | 3335     | 6.4%         | 44 750   | 89.5%        |
| 1910 | 64.169 | 3604     | 5.6%         | 58 421   | 91.1%        |
| 1919 | 73.025 | 8639     | 11.8%        | 45 408   | 62.1%        |
| 1930 | 82.687 | 3307     | 25%          | 55 400   | 67%          |
| 1941 | 98.621 | 5104     | 5%           | 90 715   | 92%          |
| 1956 | 99.663 | 35 644   | 36%          | 59 072   | 59%          |
| 1966 | 122.634 | 56 436   | 46%          | 62 955   | 52%          |
| 1977 | 170.531 | 91 925   | 53%          | 75 125   | 45%          |
| 1992 | 222.741 | 144 244  | 64%          | 74 225   | 34%          |
| 2002 | 206.614 | 145 295  | 70%          | 56 830   | 28%          |
| 2011 | 183.123 | 133 224  | 73%          | 46 518   | 25%          |
| 2021 | 183.105 | 123 625  | 78%          | 33 340   | 21%          |

### Hongaarse gemeenschap
Oradea (heeft veel instellingen die ten dienste staan aan de Hongaarse gemeenschap. Zo is er de Christelijke Universiteit van Partium (Pártiumi Keresztény Egyetem) die drie faculteiten heeft en volledig Hongaarstalig is. Op het niveau van middelbaar onderwijs is er het Ady Endre liceum, Gezondheidszorg Gymnasium, Beeldende kunst Gymnasium, Gereformeerd Lorantffy Zsuzsanna Gymnasium en het Rooms Katholiek Szent László Gymnasium. Daarnaast is er op het gebied van basisonderwijs en kinderopvang een groot netwerk van scholen/opvanglocaties. 
Het tweetalige Staatstheater (Teatrul de Stat - Állami Színház) heeft een eigen Hongaarstalig theatergezelschap. In de stad verschijnt verder het Hongaarstalige dagblad Bihari Napló en een tweetal weekbladen (jeugdmagazine en cultureel magazine). In Oradea is het Hongaarstalige commerciële radiostation Plusz FM actief en zendt het Rooms Katholieke Máriá Rádio uit vanuit de stad. De stad is ook zetel van het (Hongaarstalige) Rooms Katholieke bisdom en het bisdom District Királyhágómellék van de Hongaars Gereformeerde kerk.

## Bestuurlijke indeling
Voor 1848 bestond Oradea uit vier onafhankelijke steden: Várad-Újváros (Villa Nova, eerst Vicus Zombathely), Várad-Olaszi (Villa Latinorum Varadiensium), Várad-Velence (Vicus Venetia) en Várad-Váralja (Civitas Waradiensis). De namen Vicus Venetia, Villa Latinorum, Vicus Bolognia, Vicus Padua en andere komen van Franse, Waalse en Italiaanse inwoners uit de 13e eeuw.
Tegenwoordig is Oradea onderverdeeld in kwartieren:
| - Centru Oradea (Centrum) - Nufărul - Rogerius - Velența - Ioșia - Ioșia Nord - Oncea | - Salca - Seleuș - Vie - Iorga - Olosig - Episcopia Bihor |

Kwartier Vie kent men tegenwoordig ook onder Podgoria. "Vie" en "Podgorie" betekenen hetzelfde in het Roemeens, namelijk "wijnland".

## Politiek
De gemeenteraad van Oradea bestond sinds de verkiezingen van 2012 uit de volgende vijf partijen:
- Partidul Național Liberal 11 zetels
- Partidul Social Democrat 6 zetels
- Uniunea Democrată Maghiară din România 6 zetels
- Partidul Democrat Liberal 3 zetels
- Partidul Conservator 1 zetel
- Update nodig!

## Onderwijs
In Oradea zijn meerdere universiteiten te vinden. De grootste is de Universiteit van Oradea. Daarnaast bestaat er de Hongaarstalige Partiumi Keresztény Egyetem (Christelijke Universiteit van Partium), een baptistische universiteit en de Agora Universiteit.

## Media
De regionale publieke radio wordt verzorgd door Radio Cluj (en haar Hongaarstalige zusterstation Kolozsvári Rádió. 
Een commercieel Hongaarstalig radiostation in de stad is Plusz FM. Het regionale Hongaarstalige dagblad is Bihari Napló.

## Geboren
- Marius Popa (1978), voetballer
- Mihai Neșu (1983), voetballer
- Claudiu Keșerü (1986), voetballer

## Transport

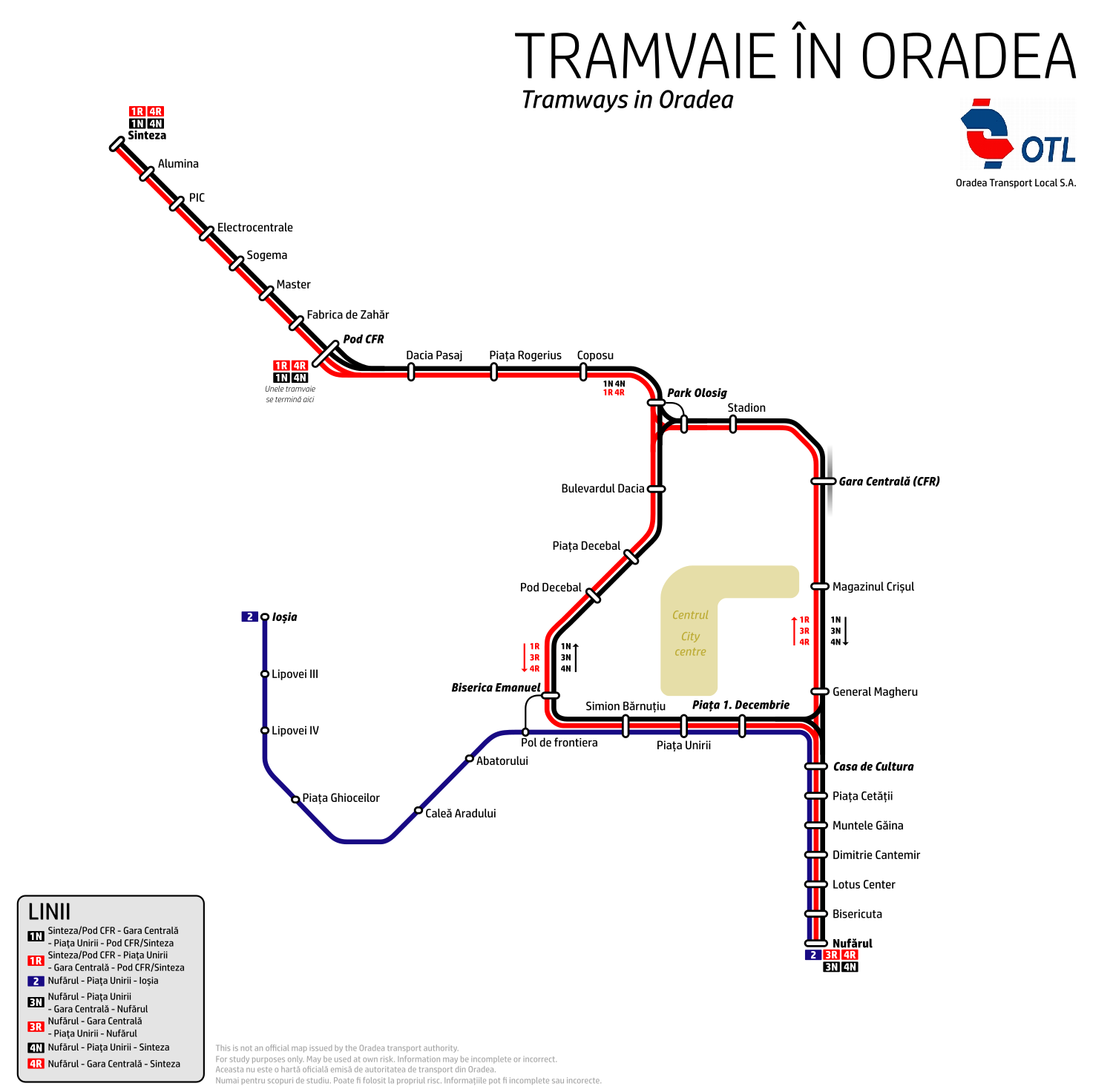
Het tramnetwerk van Oradea

### Vliegveld
Oradea beschikt over een klein internationaal vliegveld: Aeroportul Internațional Oradea. Vanaf hier vertrekken vluchten naar Boekarest, Düsseldorf, Memmingen, Milaan, Londen en Barcelona. In 2015 is het vliegveld grondig gerenoveerd en sindsdien zijn er veel vluchten extra gekomen. Hierdoor is het passagiersaantal op de luchthaven sterk gestegen en is de regio rondom Oradea toegankelijker geworden.

### Tram en bus
Binnen de stad wordt het openbaar vervoer verzorgd door Oradea Transport Local. De stad kent een bescheiden tramnetwerk van 3 lijnen en een systeem van stadsbussen.
Steden met gemeentestatus: Aleșd · Marghita · Oradea · Salonta

Steden zonder gemeentestatus: Beiuș · Nucet · Săcueni · Ștei · Valea lui Mihai · Vașcău
Alba Iulia · Alexandria · Arad · Bacău · Baia Mare · Bârlad · Bistrița · Botoșani · Brașov · Brăila · Bucureşti (Boekarest) · Buzău · Călărași · Cluj-Napoca · Constanța · Craiova · Deva · Drobeta-Turnu Severin · Focșani · Galați · Giurgiu · Hunedoara · Iași · Mediaș · Oradea · Piatra Neamț · Pitești · Ploiești · Râmnicu Vâlcea · Reșița · Roman · Satu Mare · Sfântu Gheorghe · Sibiu · Slatina · Slobozia · Suceava · Târgoviște · Târgu Jiu · Târgu Mureș · Timișoara · Tulcea · Turda · Vaslui · Zalău